# Claudio Innella
Claudio Gastón Innella Alderete (Paysandú, departamento de Paysandú, Uruguay; 23 de noviembre de 1990) es un futbolista uruguayo. Juega como Centrocampista en el [[Club Oriental de Football] de la Segunda División de Uruguay.

## Clubes
| Club                   | País      | Año         |
| ---------------------- | --------- | ----------- |
| Tacuarembó             | Uruguay   | 2010 - 2011 |
| River Plate            | Uruguay   | 2011 - 2015 |
| Sud América (préstamo) | Uruguay   | 2015        |
| Cerro                  | Uruguay   | 2016 - 2017 |
| Deportivo Maldonado    | Uruguay   | 2017 - 2018 |
| Deportivo Malacateco   | Guatemala | 2019        |
| Huracán Buceo          | Uruguay   | 2020 - 2021 |
| Puerto San José        | Guatemala | 2021        |
| Oriental               | Uruguay   | 2022        |
| Real España            | Honduras  | 2023        |
| Oriental               | Uruguay   | 2023-act.   |